# Glienecke (Mecklenburg)

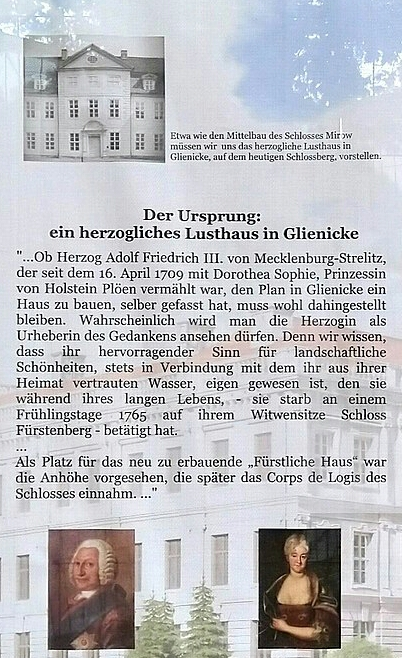
Infotafel des Neustrelitzer Schlossverein e.V. (Ausschnitt)

Glienecke (auch: Glienke, Glieneke) war bis zur Stadtgründung von Neustrelitz (1733) ein landwirtschaftliches Pachtgut – eine Meierei –, die in Südostmecklenburg am Zierker See lag und zum Domänenamt Strelitz gehörte.
Die zu Glienecke gehörende Feldmark erstreckte sich bis zum Glambecker See, reichte bis an die Landwehr der Strelitzer Feldmark, grenzte an den „Wesenbergschen Weg“, der bis in die benachbarte Mark Brandenburg führte und bezog auch die Dörfer Zierke, Prälank und Torwitz mit ein. Im Süden grenzte die Feldmark von Glienecke an den „Blinne Glienk“ – heute Großen Bürgersee und Kleinen Bürgersee. Auch das Land, auf dem später der Neustrelitzer Tiergarten angelegt wurde, und die seit 1755 als Viehweide genutzte Schlosskoppel gehörten zur Feldmark von Glienecke.
Der Ortsname leitet sich eventuell vom altpolabischen Flurnamen glina ab, was so viel wie lehmiges Gebiet heißt.
Im 16. Jahrhundert existierte in Glienecke nur noch ein einzelner Hof, der nach Besitzstreitigkeiten um die Jahrhundertmitte bei den Fürsten verblieb. Nach einem Amtsinventar von 1580 befanden sich dort ein Brauhaus, eine Scheune und ein Viehhaus. Ab 1636 war Glienecke Leibgedinge einer mecklenburgischen Herzogin. 1669 wird ein Meierhof mit Schäferei erwähnt. 1683 wurde der Hof an den Mecklenburger Herzog Adolf Friedrich II. verpachtet, der 1701 im Ergebnis des Hamburger Vergleichs erster Regent des Landesteils Mecklenburg-Strelitz wurde.
Bei Glienecke lag ein beliebtes Jagdgebiet der Herzöge von Mecklenburg. 1710/11 entstand dort ein „Fürstliches Haus“. Nachdem 1712 das Strelitzer Residenzschloss des regierenden Herzogs von Mecklenburg-Strelitz Adolf Friedrich III. abgebrannt war, wurde dieses damals auch als „Lusthaus“ bezeichnete Gebäude zwischen 1726 und 1731 zum neuen Residenzschloss des Herzogs und seiner Gemahlin Dorothea Sophie ausgebaut. 1733 avancierte das neue Schloss zur „Keimzelle“ der in diesem Jahr gegründeten Residenzstadt Neustrelitz.